# Mycetophila luctuosa
Mycetophila luctuosa är en tvåvingeart som beskrevs av Johann Wilhelm Meigen 1830. Mycetophila luctuosa ingår i släktet Mycetophila och familjen svampmyggor. Arten är reproducerande i Sverige. Inga underarter finns listade i Catalogue of Life.